# Raisin
Pour les articles homonymes, voir Raisin (homonymie).

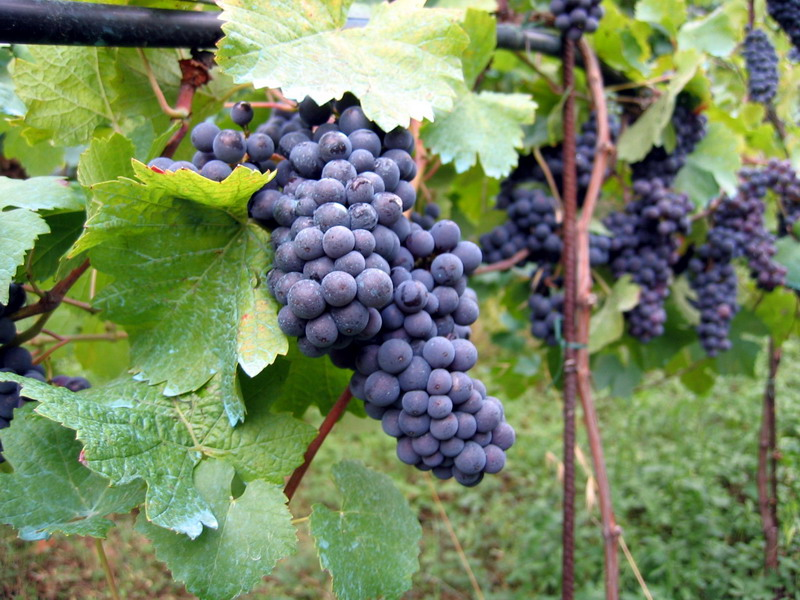
Grappes de raisin sur la vigne.

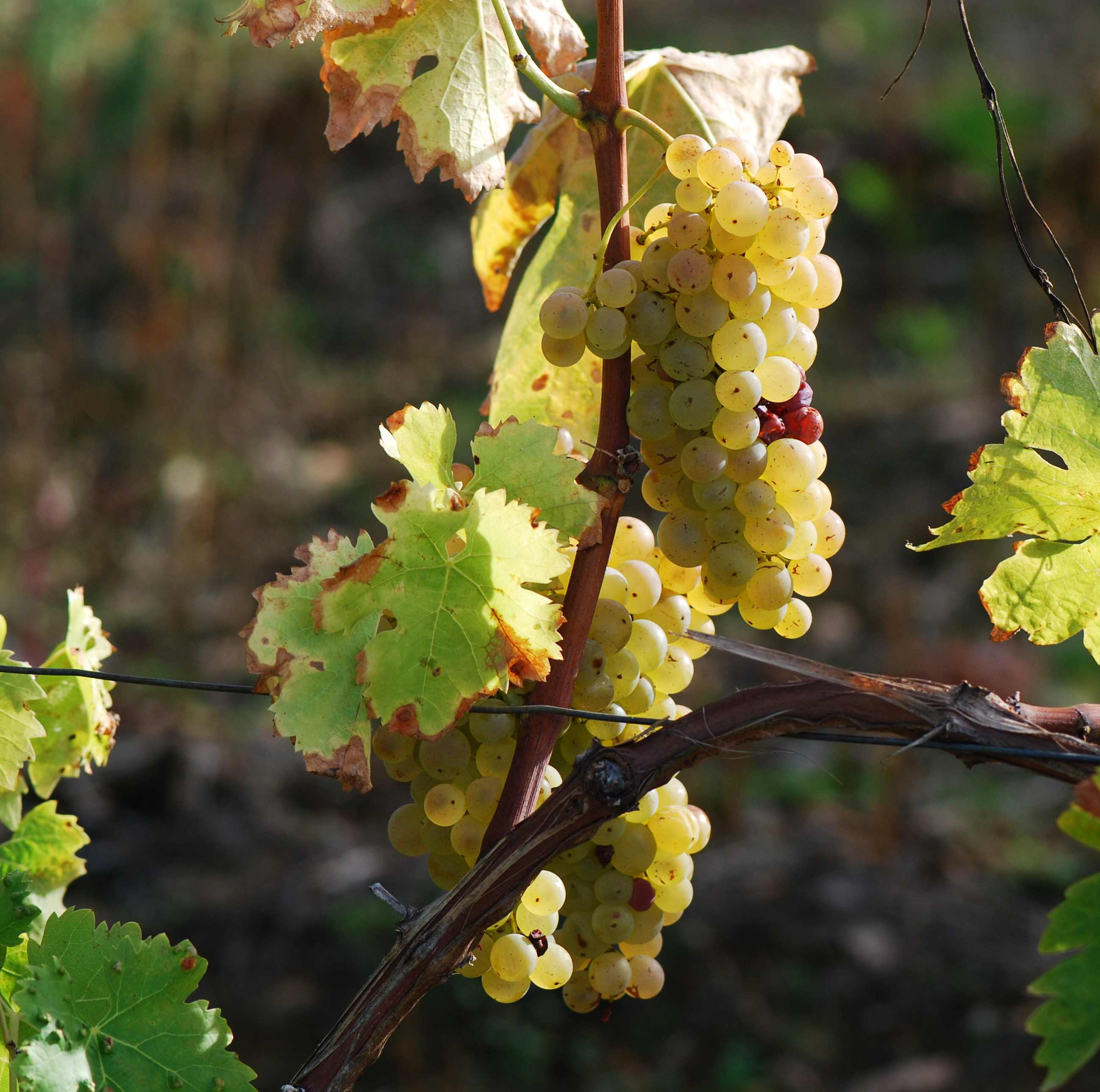
Raisins dans une vigne de la région de Cognac.

Le raisin est le fruit de la vigne (Vitis). Le raisin de la vigne cultivée Vitis vinifera est un des fruits les plus cultivés au monde, avec 68 millions de tonnes produites en 2010, derrière les agrumes (124 millions), les bananes (102 millions) et les pommes (70 millions). Il se présente sous la forme de grappes composées de nombreux grains, qui sont sur le plan botanique des baies, de petite taille et de couleur claire, pour le raisin blanc (verdâtre, jaunâtre, jaune doré), ou plus foncée, pour le raisin rouge (mauve, rose ou noir-violet).
Il sert surtout à la fabrication du vin à partir de son jus fermenté (on parle dans ce cas de raisin de cuve), mais il se consomme également comme fruit, soit frais, le raisin de table, soit sec, le raisin sec qui est utilisé surtout en pâtisserie ou en cuisine. On consomme également du jus de raisin. Des baies, on extrait aussi l'huile de pépins de raisin.
Les principales espèces cultivées sont :
- Vitis vinifera, originaire d'Europe du sud-est et du Proche-Orient et Caucase, à partir de laquelle découlent tous les grands cépages pour le vin et le raisin de table ;
- Vitis labrusca, originaire de l'Amérique du Nord, utilisée essentiellement comme raisin de table et un petit peu pour le vin. Lors de l'attaque des vignes européennes par le Phylloxéra, les cépages européens ont pu être sauvés en les greffant sur des souches de Vitis labrusca.

Très accessoirement, Vitis coignetiae est cultivée en Corée pour ses raisins de table et pour fabriquer du vin. En Chine, Vitis amurensis est cultivée dans le Nord-Est (4 000 ha dans le Jilin) pour la production de vin.

## Raisins de diverses espèces

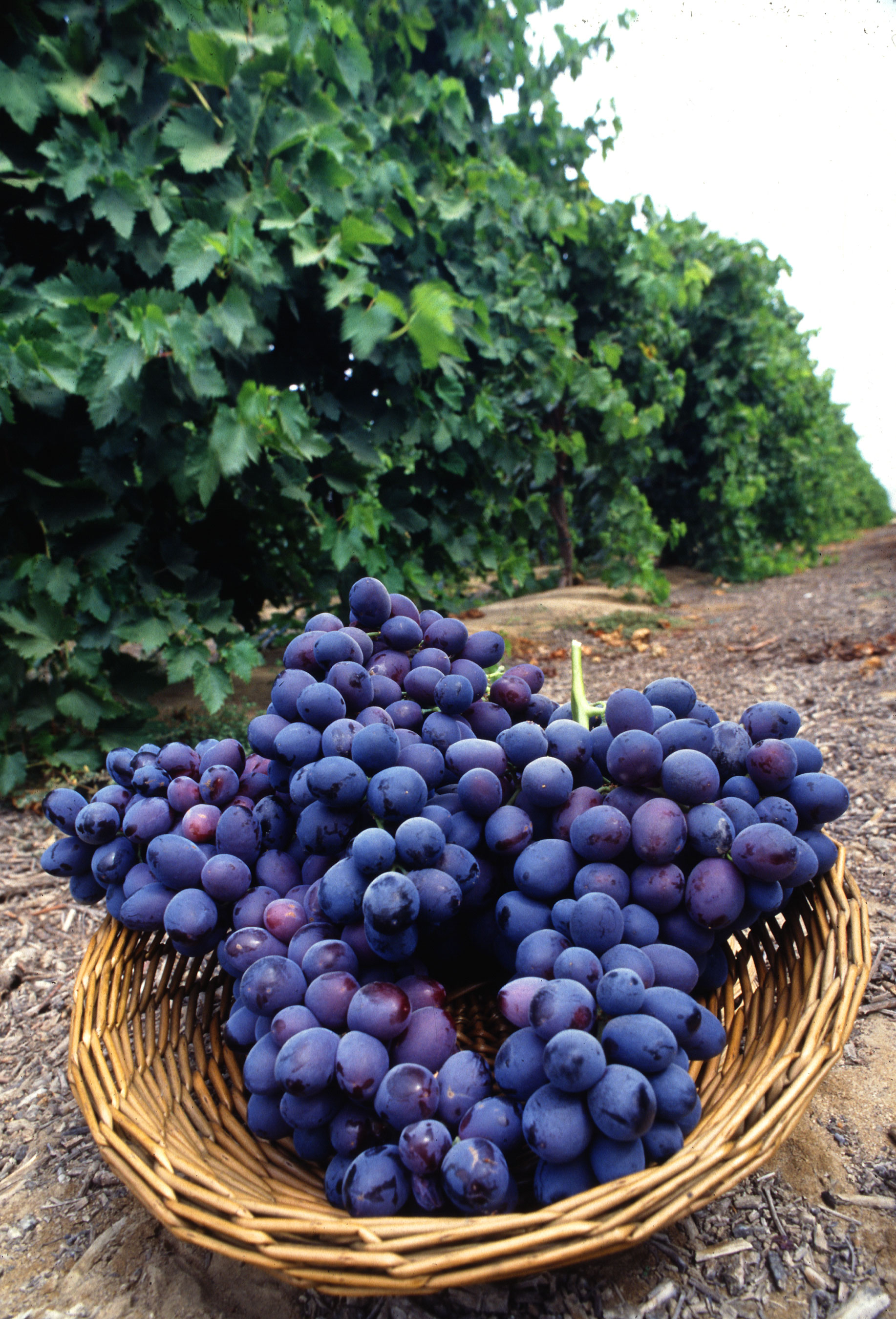
Raisin noir.

Il existe des centaines d'espèces, espèces hybrides, sous-espèces, variétés et surtout cultivars (nommés cépages ou crêpes) et donc de raisins, parmi lesquels on distingue les cépages de cuve, blancs ou rouges, et les cépages de table.
- Vitis acerifolia
- Vitis aestivalis
- Vitis amurensis
- Vitis arizonica
- Vitis ×bourquina
- Vitis californica
- Vitis ×champinii
- Vitis cinerea
- Vitis coignetiae
- Vitis × doaniana (en)
- Vitis girdiana
- Vitis labrusca
- Vitis ×labruscana
- Vitis monticola
- Vitis mustangensis
- Vitis ×novae-angliae
- Vitis palmata
- Vitis riparia
- Vitis rotundifolia
- Vitis rupestris
- Vitis shuttleworthii
- Vitis tiliifolia
- Vitis vinifera
- Vitis vulpina
- Vitis crayonna

## Consommation

### Raisin blanc
En été, on trouve quatre raisins précoces à petits grains qui ont pour noms Madeleine-Angevine-Oberlin et Jaoumet. En moyenne saison, à l'automne, apparaît le Chasselas à petits grains ronds, peau fine et dorée, chair tendre, juteuse et sucrée. Puis viennent l'Admirable de Courtiller, un raisin à petits grains, peau fine et chair juteuse, et le Servant à petits grains. Ensuite, viennent des variétés à gros grains allongés, le Dattier de Beyrouth à peau épaisse vert jaune et pulpe charnue, l'Italia ou Idéal blanc à peau moyenne et pulpe musquée, le Muscat d'Alexandrie dont la peau épaisse est de couleur ambrée et la chair croquante. Et deux nouvelles variétés que l'on ne trouve pas toujours sur le marché apparaissent : le Danlas blanc et le Datal blanc, un croisement entre le Dattier de Beyrouth et le Muscat d'Alexandrie. Les raisins tardifs, dont le Gros Vert à peau fine, chair juteuse, sucrée, ferme et croquante, terminent la saison. Le plus renommé de ces raisins blancs est le Chasselas doré, le seul, en outre, à posséder une appellation d'origine — Chasselas de Moissac.

### Raisin noir
On trouve au début de l'automne le Cardinal (qui doit son nom à sa peau violacée) à gros grains ronds, chair ferme et juteuse, et une nouvelle variété, le Lival à grains moyens ovales, peau moyenne, pulpe ferme, un robuste raisin qui voyage bien. En moyenne saison arrive sur le marché le benjamin des raisins français, un 100 % méditerranéen, l'Alphonse Lavallée à grains ronds, peau épaisse, pulpe ferme. Parmi les tardifs, citons le Ribol noir et le Muscat de Hambourg qui représente à lui seul 7 % de la production totale du raisin de table en France. Son grain est allongé, sa peau fine, sa pulpe juteuse et très parfumée.

## Composition et valeur nutritive
Sa forte teneur en sucre peut entraîner une cristallisation du sucre avec le temps. Pour décristalliser un raisin, il suffit de le plonger dans un liquide (de l'alcool, du jus de fruit ou de l'eau bouillante), le temps que le sucre se dissolve.
Riche en vitamines B et C, le raisin contient de nombreux oligo-éléments dans un équilibre parfaitement assimilable par l'organisme. Chaque grain de raisin est recouvert de pruine riche en levures.
C'est un fruit assez énergétique avec 278 kJ (=65,6 kcal) pour 100 g.
| Raisin noir, frais (valeur nutritive pour 100 g, d'après Afssa) | Raisin noir, frais (valeur nutritive pour 100 g, d'après Afssa) | Raisin noir, frais (valeur nutritive pour 100 g, d'après Afssa) | Raisin noir, frais (valeur nutritive pour 100 g, d'après Afssa) |
| --------------------------------------------------------------- | --------------------------------------------------------------- | --------------------------------------------------------------- | --------------------------------------------------------------- |
| eau : 81,6 g                                                    | cendres totales : 0,4 g                                         | fibres : 1,3 g                                                  | valeur énergétique : 278 kJ (66,5 kcal)                         |
| protéines : 0,58 g                                              | lipides : 0,36 g                                                | glucides : 17 g                                                 | sucres simples : 11,3 g                                         |
| oligo-éléments                                                  |                                                                 |                                                                 |                                                                 |
| calcium : 6,2 mg                                                | fer : 0,28 mg                                                   | magnésium : 6,78 mg                                             | phosphore : 15,5 mg                                             |
| potassium : 168 mg                                              | cuivre : 0,07 mg                                                | sodium : 0,58 mg                                                | zinc : 0,04 mg                                                  |
| Vitamines                                                       |                                                                 |                                                                 |                                                                 |
| vitamine C : 8,4 mg                                             | vitamine B1 : 0,05 mg                                           | vitamine B2 : 0,02 mg                                           | vitamine B3 : 0,25 mg                                           |
| vitamine B5 : 0,05 mg                                           | vitamine B6 : 0,07 mg                                           | vitamine B9 : 11,9 µg                                           | vitamine B12 : 0 µg                                             |
| bêta-carotène : 28,5 µg                                         | rétinol : 0 µg                                                  | vitamine E : 0,4 mg EAT                                         | vitamine K : 14,6 µg                                            |
| Acides gras                                                     |                                                                 |                                                                 |                                                                 |
| saturés : 0,11 g                                                | mono-insaturés : 0,01 g                                         | poly-insaturés : 0,1 g                                          | cholestérol : 0 mg                                              |

Le raisin est très pauvre en graisses saturées, cholestérol et sodium. C'est une très bonne source de vitamine C et vitamine K.

## Composition phénolique
Les composés phénoliques du raisin et du vin peuvent être divisés en trois grandes classes : les acides-phénols, les flavonoïdes et les stilbènes,.
Les flavonoïdes présents dans le raisin peuvent eux-mêmes être classés en trois groupes :
- les flavanols et leurs oligomères (proanthocyanidols ou tanins condensés) ;
- les anthocyanidols libres mais instables, que l'on retrouve sous forme d'hétérosides nommés anthocyanosides (ou anthocyanes) ;
- les flavonols et leurs formes d'hétérosides.

| ACIDES PHENOLS                                                                 | ACIDES PHENOLS                                                                                  |
| ------------------------------------------------------------------------------ | ----------------------------------------------------------------------------------------------- |
| ACIDES HYDROXYBENZOIQUES acide gallique, acide protocatéchique, ac. syringique | ACIDES HYDROXYCINNAMIQUES acide caféoyltartrique, ac. caféïque (amer), ac. p-coumaroyltartrique |

| FLAVANOLS                         |
| --------------------------------- |
| (épi)catéchol, (épi)gallocatéchol |

| PROANTHOCYANIDOLS oligomères                                                 |
| ---------------------------------------------------------------------------- |
| (pépins, pellicule → astringence) Procyanidol B1, B2, B3,..B8 Procyanidol A2 |

| STILBÈNES                                                                                                |
| --- |
| trans-resvératrol, cis-resvératrol, trans-picéide, cis-picéide (pellicule → réponse au stress pathogène) |

Les tanins condensés (ou proanthocyanidols) des pépins sont extraits lors de la macération. Ils fournissent au vin son caractère tannique, astringent, « charpenté ». Ils sont de couleur jaune orangé.
Les anthocyanosides (ou anthocyanes) sont des pigments colorés situés dans la pellicule (épicarpe) de la baie du raisin noir. Ils sont responsables des couleurs rouge-rubis-pourpre du raisin et du vin.
Ils sont formés par glucosidation de 5 anthocyanidols instables : malvidol, delphinidol, pétunidol, paeonidol et cyanidol (aglycone + 1 ou 2 molécules de glucose). Ils peuvent ensuite être estérifiés par l'acide coumarique ou acétique. Il a été détecté une trentaine d'anthocyanosides stables dans le raisin et le vin.
Les flavonols qui jouent un rôle de protection contre les rayons UV se trouvent dans la pellicule des baies. Ils se rencontrent principalement sous forme de glucosides.
Les composés phénoliques sont concentrés pour l'essentiel dans les pépins et la pellicule : pépins (64 %) > pellicule (30 %) > jus et pulpe (6 %).

### Tanins condensés

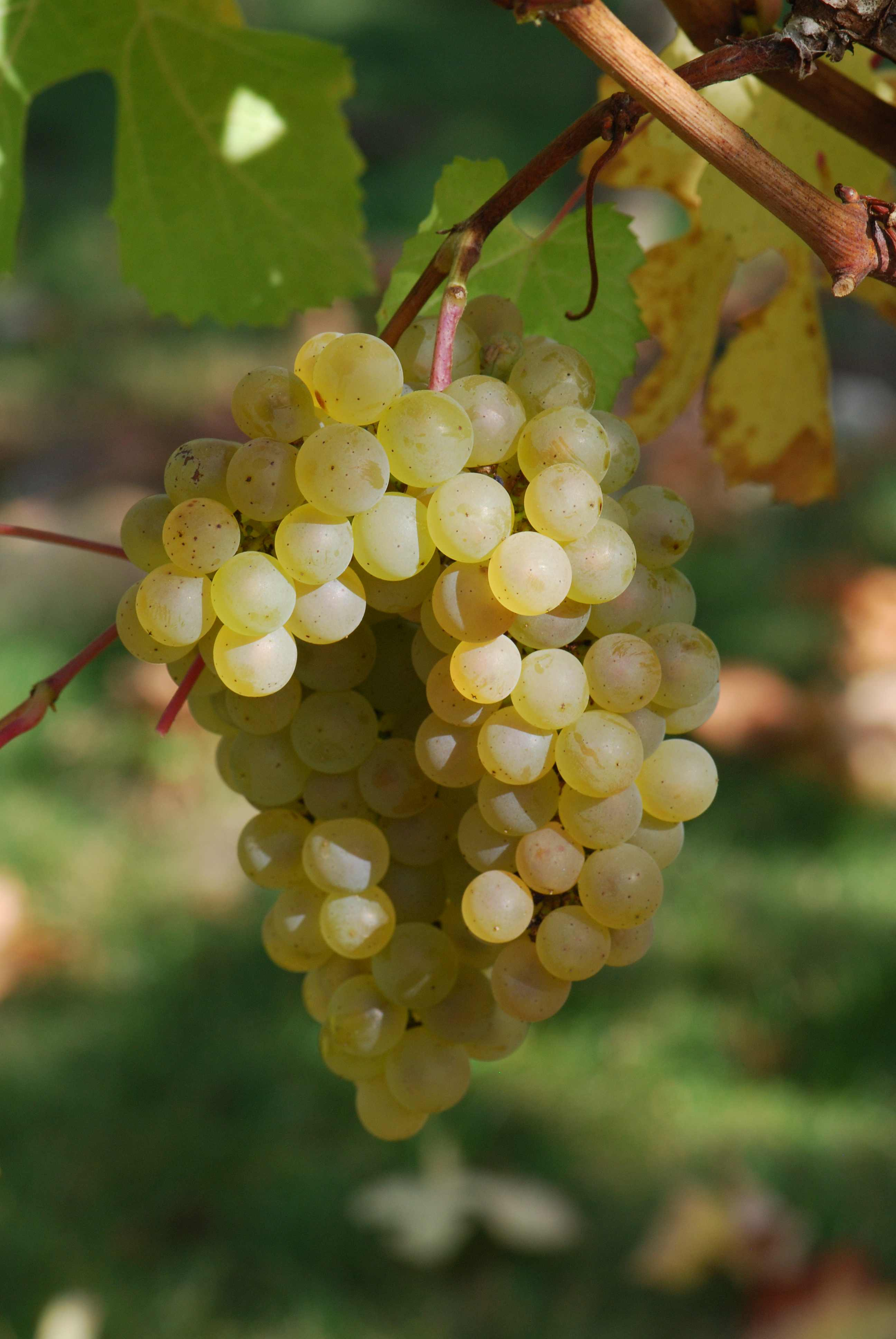
Raisin de Chardonnay.

Les seuls tanins du raisin sont des tanins condensés (ou proanthocyanidols), alors que dans le vin on trouve à la fois des ellagitanins (plus ou moins hydrolisables) et des tanins condensés. La raison en est que les ellagitanins ne sont pas les tanins naturels du raisin ; ils proviennent soit du bois de chêne des tonneaux soit de tanins commerciaux additionnés aux vins.
Les tanins condensés du raisin et du vin sont des oligomères et polymères de flavan-3-ols, à savoir de la (+)-catéchine, de l'(-)-épicatéchine et des (épi)gallocatéchines. Le chauffage en milieu acide de ces complexes libère des carbocations fortement instables qui se transforment en cyanidine (ou cyanidol) rouge, d'où le nom de procyanidine (ou procyanidol) donné à ces constituants. Ceux qui libèrent des delphinidols sont appelés prodelphinidols. Compte tenu des difficultés d'analyse de ces molécules, seuls les proanthocyanidols dimériques et une partie des trimériques sont connus précisément.
Les tanins du raisin sont situés dans les pépins, dans les pellicules et les rafles. Ils évoluent de manière opposée au cours de la maturation du raisin : dans les pépins, la concentration en tanin diminue en général de la véraison à la maturité alors qu'elle augmente dans les pellicules. Dans les rafles, elle varie peu au cours de la maturation.
Les pépins ne contiennent que des procyanidols (surtout les dimères B1, B2, B4) alors que la pellicule contient des prodelphinidols et procyanidols.
Dans une analyse du profil tannique de 5 cépages noirs différents, Cosme et al. (2009) ont observé que le degré moyen de polymérisation des tanins de pellicules était très supérieur à celui des pépins. De tous les cépages analysés, les pépins de cabernet sauvignon et de syrah contiennent les teneurs les plus élevées en proanthocyanidols :
| Concentrations des pépins, pellicules et des vins issus du cabernet sauvignon en proanthocyanidols teneur en mg/g ou mg/L d'après Cosme et al | Concentrations des pépins, pellicules et des vins issus du cabernet sauvignon en proanthocyanidols teneur en mg/g ou mg/L d'après Cosme et al | Concentrations des pépins, pellicules et des vins issus du cabernet sauvignon en proanthocyanidols teneur en mg/g ou mg/L d'après Cosme et al | Concentrations des pépins, pellicules et des vins issus du cabernet sauvignon en proanthocyanidols teneur en mg/g ou mg/L d'après Cosme et al | Concentrations des pépins, pellicules et des vins issus du cabernet sauvignon en proanthocyanidols teneur en mg/g ou mg/L d'après Cosme et al |
| | Flavanols (monomères) | Proanthocyanidols oligomères | Proanthocyanidols polymères | Proanthocyanidols totaux |
| --- | --- | --- | --- | --- |
| Pépins en mg/g | 1,8 | 17,7 | 74,3 | 91,9 |
| Pellicule en mg/g | 0,02 | 0,04 | 1,05 | 1,09 |
| Vin 2004 5 mois après récolte, en mg/L | 5,5 | 27,8 | 261,3 | 289,1 |
| Vin 2004 11 mois après récolte, en mg/L | 2,2 | 12,1 | 103,6 | 115,7 |
| Vin 2005 5 mois après récolte, en mg/L | 30,4 | 87,5 | 689,2 | 776,7 |

Les tanins condensés de haut degré de polymérisation sont très prépondérants (les polymères représentent 81 % du total des tanins dans les pépins et 96 % du total dans la pellicule, 90 % dans le vin 2004). D'une récolte à celle de l'année suivante, la concentration en tanins condensés peut varier considérablement puisqu'elle est 2,6 fois supérieure en 2005 par rapport à 2004 (avec les mêmes techniques de vinification).
Lors du vieillissement, les tanins condensés diminuent très rapidement ; en six mois, les tanins condensés de la récolte 2004 ont diminué de 60 %.
Lors de la vinification, les tanins des pellicules sont extraits (avec les anthocyanosides) au début de la macération, ceux des pépins commencent vers le milieu de la fermentation alcoolique car la cuticule des pépins doit être dissoute par l'éthanol pour que l'extraction se fasse.
En ce qui concerne le raisin blanc, les principaux flavanols (monomères) de la pellicule sont la catéchine et l'épicatéchine avec des concentrations du même ordre de grandeur que chez le raisin noir.
Les pépins contiennent presque exclusivement des flavanols et leurs formes polymérisées (les tanins condensés). Et, fait surprenant, leur concentration est plus importante chez le raisin blanc que chez le noir (mono + dimères : 1 270 mg/kg de baies fraîches chez le chardonnay blanc et 720 mg/kg chez le cabernet sauvignon noir). Mais cela n'a pas d'importance pour le vin blanc puisque la vinification de celui-ci se fait en dehors de tout contact avec les pépins, la peau et les rafles.

### Anthocyanosides
La concentration en anthocyanosides varie considérablement suivant les cépages. Le contenu total en 6 anthocyanosides de raisins noirs peut aller de 85 mg/kg pour le liatiko à 1 914 mg/kg de matière fraiche pour le vapsa, deux cépages grecs.
| Composition en anthocyanosides des baies de trois cépages teneur en mg/kg de baies fraîches, d'après Kallithraka et al.. |                        |                        |                                       |                     |
| Cépages | Malvidol 3-O-glucoside | Péonidol 3-O-glucoside | p-coumarate de malvidol 3-O-glucoside | Total (de 6 antho.) |
| Merlot | 357.7                  | 55.2                   | 80.0                                  | 550.6               |
| Cabernet sauvignon | 552.5                  | 58.3                   | 7.7                                   | 705.9               |
| Vapsa | 1202.6                 | 192.7                  | 389.9                                 | 1914.0              |

Les anthocyanosides apparaissent au moment de la véraison et augmentent pendant toute la maturation. Ils atteignent un maximum aux alentours de la maturité.
Au cours de la vinification, les anthocyanosides sont extraits au début de la macération, surtout en phase aqueuse et au début de la fermentation alcoolique. En principe, les raisins les plus riches en pigments devraient conduire, pour des conditions de vinification comparables, aux vins les plus colorés. Mais ce n'est pas toujours le cas, car le taux d'extraction est très variable (de 57 % à 85 %) comme on peut le voir sur cette étude :
| Anthocyanosides du raisin et du vin avec coefficient d'extraction en fonction du cépages et du millésimes d'après Glories 1997 dans Ribéreau-Gayon et al.. |        |        |                    |                    |
| | Merlot | Merlot | Cabernet sauvignon | Cabernet sauvignon |
| 1992 | 1993   | 1994   | 1995               |                    |
| raisin mg/L moût | 1150   | 1450   | 780                | 1600               |
| vin mg/L | 977    | 925    | 610                | 1230               |
| taux d'extraction % | 85 %   | 64 %   | 78 %               | 77 %               |

Toutefois, dans une étude statistique portant sur 3 cépages de noir, cultivés chacun dans plusieurs lieux différents, durant deux années successives. Gonzalez-Neves et al. (2004) ont pu montrer que l'intensité colorante et le contenu phénolique des vins rouges étaient fortement corrélés avec les anthocyanosides et les polyphénols totaux du raisin.
Les anthocyanosides sont totalement absents de la majorité des raisins blancs (sauvignon, sémillon, chardonnay…) mais des traces peuvent être présentes dans l'ugni blanc, le pinot blanc, etc.
La couleur jaune pâle à jaune doré des vins blancs provient à la fois d'une fraction non phénolique (polysaccharides, protéines) et d'une fraction phénolique colorée (acide caftarique, coutarique, caféique, etc.). Il ne semble pas y avoir de pigment jaune caractéristique, comme les pigments rouges anthocyanosidiques du raisin noir.

## Économie

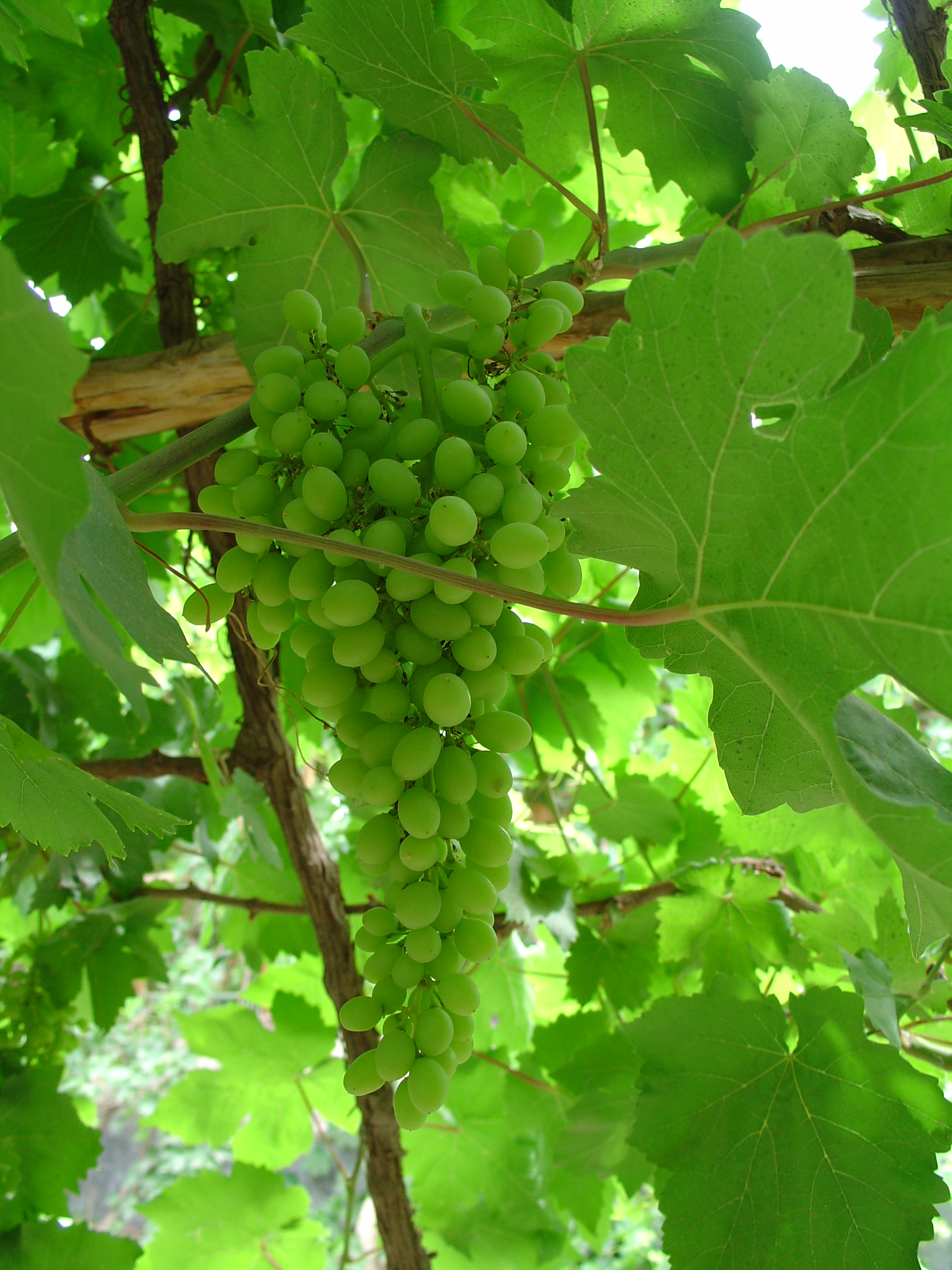
Raisin de table du Xinjiang (Chine).

Des années 1990 à 2003, le peloton de tête des producteurs était constitué par l'Italie, la France, l'Espagne et les États-Unis. La production de raisins en Chine, très faible sous la gouvernance de Mao, a très rapidement crû à partir des années 1990 pour atteindre le quatrième rang mondial en 2004 puis le second en 2008.
Le vin ne fait pas partie de la culture traditionnelle chinoise. Le raisin de table représentait 80 % de la production en 1998, le reste se partageant entre la production de vin et de raisins secs. La principale région productrice était la région du peuple ouïghour à l'ouest du pays, le Xinjiang.
« En 30 ans, la production a été multipliée par 20 » (statistique de la FAO), les zones de production se sont déplacées vers l'est (dans la province du Shandong) et la part du raisin de cuve est montée jusqu'à presque 20 %.
Actuellement, la Chine est devenue le premier producteur mondial (19 % de la part mondiale) suivie par l'Italie (10 %) puis les États-Unis (8 %). Avec l'Espagne et la France (7 % chacun), ces cinq pays totalisent un peu plus de la moitié (51 %) de la production mondiale de raisin.
Au niveau mondial, environ 80 % de la production des raisins sert à la production de vins et 13 % sont des raisins de table.
| Production en tonnes en 2019 Données de FAOSTAT (FAO) |            |               |
| Pays                                                  | Production | Part mondiale |
| Chine                                                 | 14 283 532 | 19 %          |
| Italie                                                | 7 900 120  | 10 %          |
| États-Unis                                            | 6 233 270  | 8 %           |
| Espagne                                               | 5 745 450  | 7 %           |
| France                                                | 5 489 650  | 7 %           |
| Turquie                                               | 4 100 000  | 5 %           |
| Inde                                                  | 3 041 000  | 4 %           |
| Chili                                                 | 2 701 588  | 4 %           |
| Argentine                                             | 2 519 886  | 3 %           |
| Afrique du Sud                                        | 1 993 048  | 3 %           |
| Iran                                                  | 1 945 930  | 3 %           |
| Égypte                                                | 1 626 259  | 2 %           |
| Autres pays                                           | 19 557 283 | 25 %          |
| Monde                                                 | 77 137 016 | 100 %         |

## Propriétés biologiques
Les études épidémiologiques portant sur les effets bénéfiques des composés actifs du raisin ne peuvent être faites directement car le raisin frais se conserve mal et n'est habituellement pas consommé régulièrement.
Dans la baie de raisin, l'essentiel des polyphénols (94 %) se concentre dans la pellicule et les pépins. Lors de la vinification en rouge, le maintien en contact du moût avec les peaux et les pépins (la macération) permet d'extraire « le meilleur du raisin ». L'élaboration de vins blancs ou de jus de raisin se faisant sans cette opération d'extraction, on ne peut espérer retrouver chez eux tous les potentiels phénoliques du raisin.
Une célèbre étude de Renaud et de Lorgeril (1992) a mis en évidence qu'une consommation élevée de graisses saturées à Toulouse était associée d'une manière anormale à un faible taux de mortalité par maladie coronarienne. Les auteurs proposaient d'expliquer ce « French paradox » par l'habitude française de boire régulièrement du vin. Les nombreuses études suscitées par cette hypothèse surprenante ont montré que l'effet bénéfique venait de la présence dans le vin non pas d'alcool mais de polyphénols.[source insuffisante]
Plusieurs mécanismes ont été proposés pour expliquer l'effet protecteur des polyphénols du raisin contre les maladies cardiovasculaires :
- une activité antioxydante ;
- la réduction de l'oxydation du LDL, car on sait que l'oxydation des lipoprotéines LDL-c (le mauvais cholestérol) est un pas important dans le développement de l'athérosclérose. Une étude d'intervention[19] auprès de 31 personnes, auxquelles on a fait prendre un extrait de vin rouge sans alcool pendant deux semaines, a montré une inhibition de l'oxydation du LDL ex vivo. Il a aussi pu être montré l'efficacité des extraits de raisins sur les lésions athéromateuses des souris[20]. Les souris ayant pris le supplément en polyphénols de raisins pendant 10 semaines ont vu une régression de 41 % de l'aire de leur lésion athéromateuse (comparée aux souris contrôle ou placebo). Une étude randomisée en double aveugle[21] auprès de 40 patients souffrant d'hypercholestérolémie a montré que la réduction du niveau de LDL-c et du cholestérol n'était obtenue chez les patients consommant des proanthocyanidols des pépins de raisins que si ceux-ci étaient accompagnés de la prise de chrome lié à la niacine ;
- l'inhibition de l'agrégation des plaquettes. Lorsque l'agrégation plaquettaire se produit au niveau d'une plaque d'athérome, elle peut provoquer un caillot sanguin (thrombus) susceptible d'aller obstruer les vaisseaux du cerveau. Une étude, portant sur 10 personnes auxquelles on a fait boire divers jus de fruits pendant une semaine, a montré[22] que le jus de raisins rouges inhibait de manière significative l'agrégation des plaquettes à la différence du jus de pamplemousse ou d'orange. Ce jus de raisin contenait beaucoup plus de composés phénoliques que les autres jus[N 5] ;

- la modulation de la cascade inflammatoire ;
- l'amélioration de la fonction endothéliale.

## Utilisation
Le raisin est utilisé :

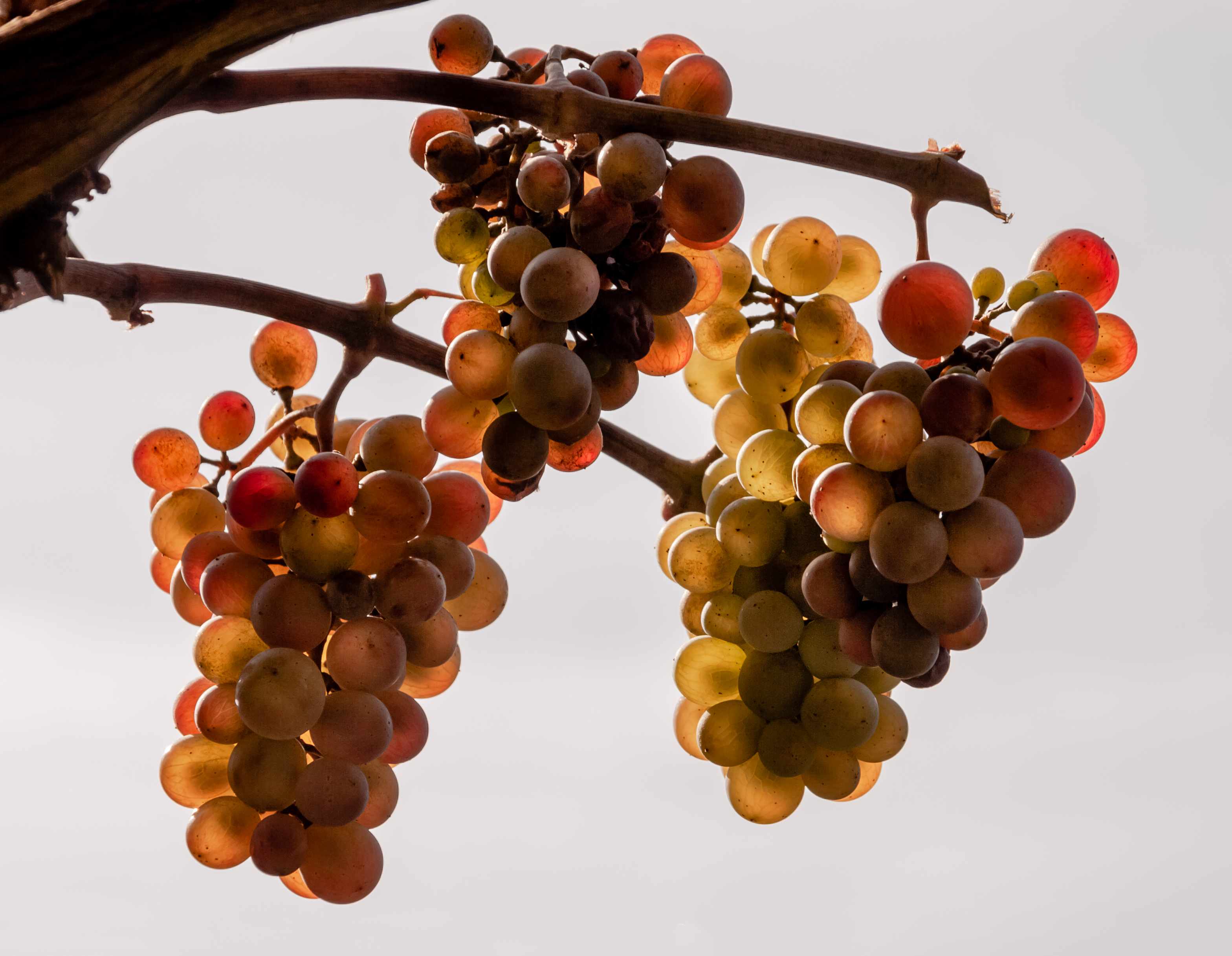
Raisin ornemental sur un balcon à Bamberg. Octobre 2006.

- comme fruit (frais comme raisin de table ou sous forme de raisin sec), pour l'alimentation et la santé ; 75 millions de quintaux de raisins de table et 8 millions de quintaux de raisins secs seraient consommés annuellement, soit presque l'équivalent de toute la production annuelle française de raisins. Les rouges sont d'ailleurs les plus sucrés[réf. souhaitée] ;
- pour produire du vinaigre de vin ;
- pour produire le pekmez, un sirop épais consommé en Turquie ;
- pour produire de l'huile de pépins de raisin ;
- pour produire du moût de raisin, du jus de raisin et des alcools et spiritueux (vin blanc, rouge ou rosé, pétillant, champagne…), ainsi que, depuis peu, des « boissons à base de vin désalcoolisé »[N 6] dits « vins sans alcool » car dépourvus de leur éthanol (alcool). Avec moins de 0,5 % ou de 0,2 % d'alcool, ce sont les boissons à base de raisin les moins caloriques (140 à 200 calories/litre)[23].

## Santé et environnement
Le raisin est depuis longtemps réputé bon pour la santé, grâce à son contenu en vitamines (dont les vitamines B1, B2, B6 et PP), en acides organiques (acide malique, acide tartrique que l'organisme métabolise facilement), en polyphénols (anti-oxydants de la famille des flavonoïdes et anthocyanes), en minéraux alcalinisant (potassium, et moindrement magnésium, manganèse et zinc) et en sucres facilement assimilables (fructose notamment). Mais sa culture industrielle est accusée de polluer l'environnement par les pesticides. En outre, les analyses faites des raisins vendus en grandes surfaces en Europe ont montré qu'une partie importante de ces raisins sont porteurs de résidus de pesticides (dont exceptionnellement des molécules interdites en Europe et/ou dans le pays producteur), qui pourraient affecter la santé humaine. La production de vin issu de la viticulture biologique augmente lentement, mais la part des raisins de table issus de l'agriculture biologique reste faible.
L'exposition des viticulteurs et des riverains aux pesticides lors des traitements pourrait en outre affecter leur santé, certains pouvant être toxiques ou jouer le rôle de perturbateurs endocriniens à faible doses.
Le raisin est toxique pour les chiens et les chats et peut entrainer une insuffisance rénale aiguë.

## Autres plantes appelées «raisin»
D'autres plantes ont des noms vernaculaires composés de « raisin », à cause d'une vague ressemblance de leurs fruits avec celui de la vigne.
- Le raisin d'ours (ou busserole), Arctostaphylos uva-ursi (L.) Spreng.
- Le raisin d'ours des Alpes, Arctostaphylos alpinus (L.) Spreng.
- Le raisin d'Amérique, Phytolacca americana L.
- Le raisin de bruyère ou raisin des bois, : myrtille, Vaccinium myrtillus L.
- Le raisin du Diable, tamier ou herbe à la femme battue, Dioscorea communis (L.) Caddick & Wilkin.
- Le raisin de chien ou troène, Ligustrum vulgare L.
- Le raisin de loup ou actée en épi, Actaea spicata L.
- Le raisin de Mars ou groseillier rouge, Ribes rubrum L.
- Le raisin de renard ou parisette, Paris quadrifolia L.
- Le raisin de mer (ou éphédra), Ephedra distachya L.

## Calendrier
Le raisin voit son nom attribué au 1er jour du mois de vendémiaire du calendrier républicain ou révolutionnaire français, généralement chaque 22 septembre du calendrier grégorien.